# Пожарское (Приморский край)

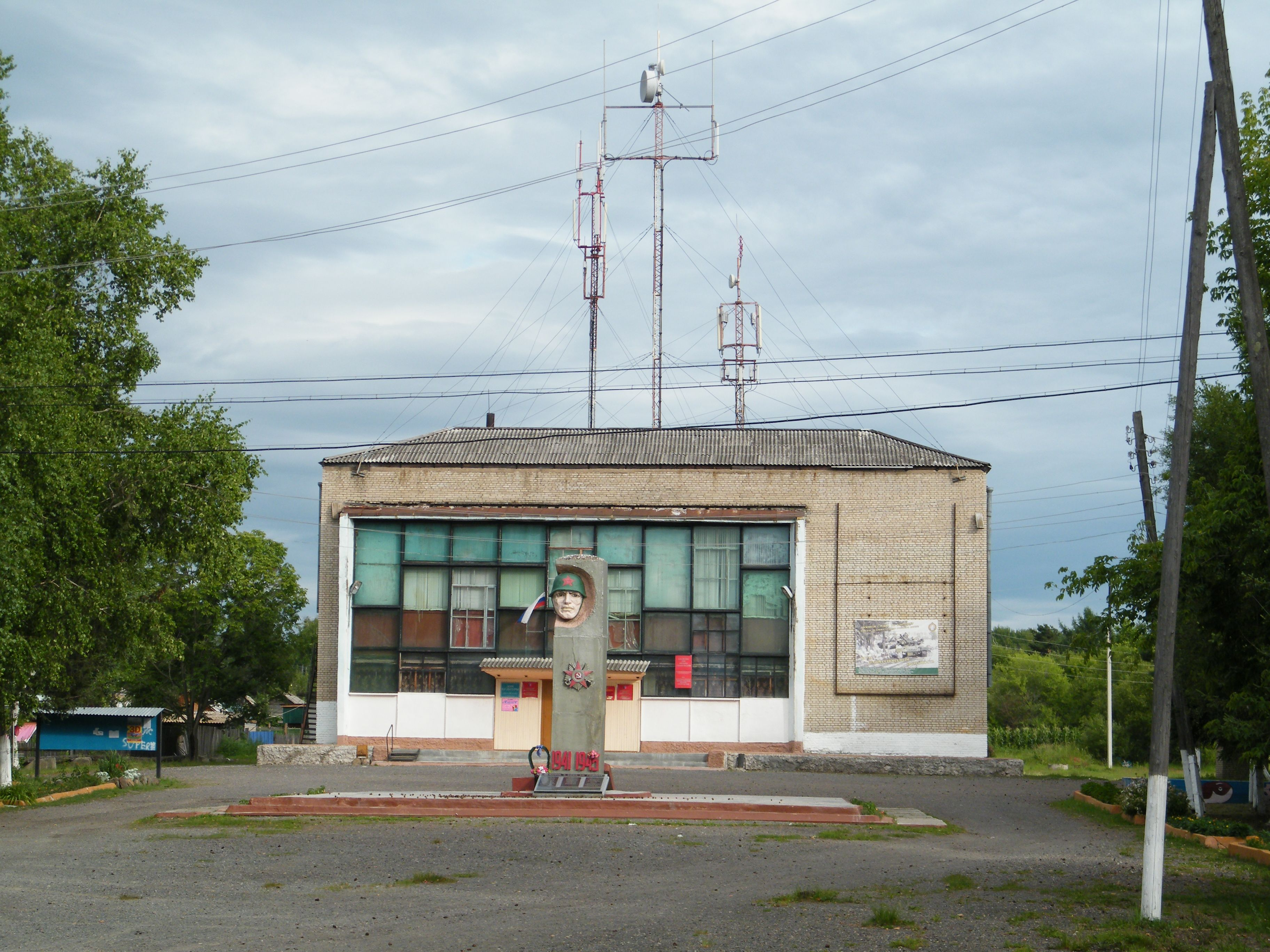
Село Пожарское, дом культуры и памятник погибшим в Великую Отечественную войну односельчанам.

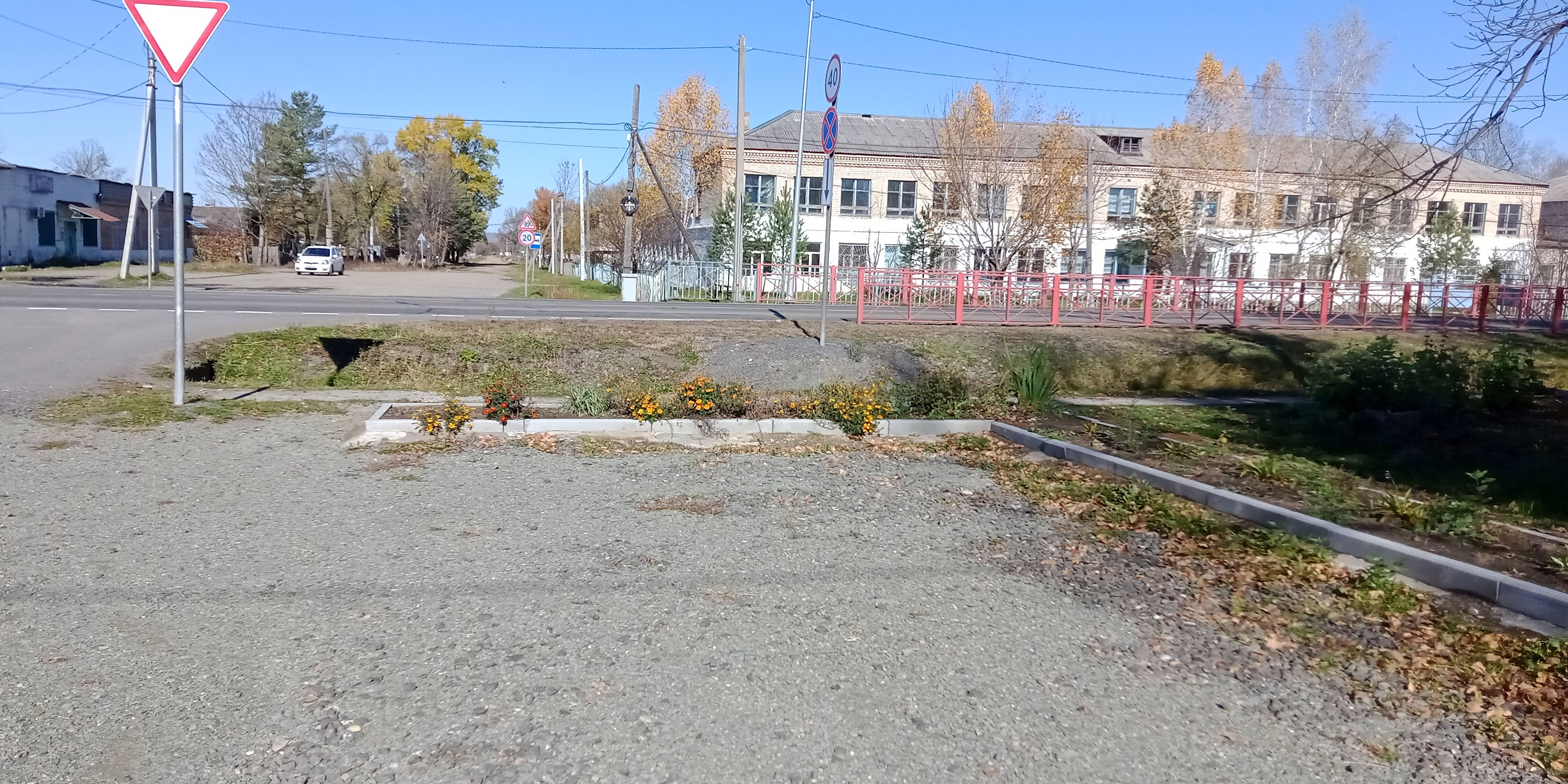
с.Пожарское Приморский край.Средняя школа.

Пожа́рское — село в Пожарском районе Приморского края. Административный центр Пожарского сельского поселения.

## География
Село Пожарское расположено на автотрассе «Уссури» в 30 километрах к югу от административного центра — посёлка Лучегорск.
В 5 км севернее села Пожарское на автотрассе «Уссури» расположено село Никитовка, в 6 км южнее — Совхоз Пожарский.

## История
Село Тихоновка основано в 1899 году. В 1939 году переименовано в честь Героя Советского Союза Ивана Алексеевича Пожарского (1905—1938), погибшего в боях у озера Хасан. До 1966 год село Пожарское являлось административным центром Пожарского района.

## Население

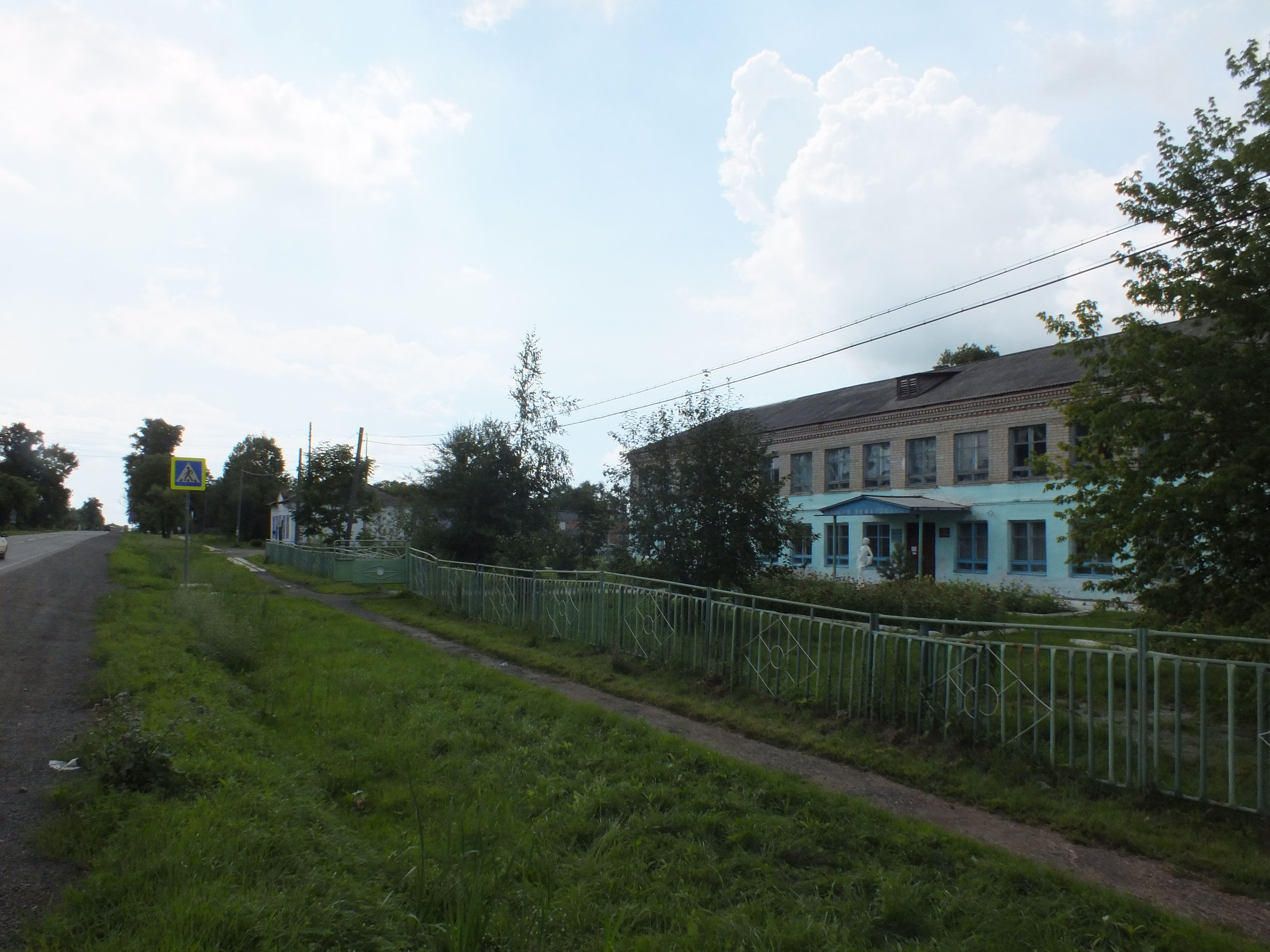
Село Пожарское Приморский край

| 1959 | 2002  | 2005  | 2010  |
| ---- | ----- | ----- | ----- |
| 1664 | ↘1638 | ↗1746 | ↘1263 |

## Улицы
| - ул. 50 лет ВЛКСМ, - ул. 50 лет Октября, - ул. Калинина, - ул. Лазо, - ул. Ленинская, | - ул. Лермонтова, - ул. Льва Толстого, - ул. Мелиоративная, - ул. Партизанская, | - ул. Пограничная, - ул. Пожарского, - ул. Пушкина, - ул. Стрельникова. |

## Экономика
Сельскохозяйственные предприятия Пожарского района.